# Jan Procházka (četník)
Strážmistr Jan Procházka (9. května 1914 Lhota – 25. říjen 1941 Kounicovy koleje) byl český četník a odbojář z období druhé světové války popravený nacisty.

## Život
Jan Procházka se narodil 9. května 1914 ve Lhotě u Pačlavic na Kroměřížsku. Stal se četníkem, sloužil na četnické stanici v Přerově a dosáhl hodnosti četnického strážmistra. Po německé okupaci v březnu 1939 se zapojil do protinacistického odboje, konkrétně působil v Obraně národa, zapojil se i do podpory výsadků vyslaných ze Sovětského svazu. Konkrétně se zúčastnil pokusu o vyhození skladu pohonných hmot v Horních Moštěnicích do povětří pod vedením velitele výsadku Aroš V Karla Hovůrky. Jeden ze členů tohoto výsadku Ferdinand Čihánek se přihlásil na gestapu načež došlo k zatčení i Jana Procházky. Byl vězněn na brněnských Kounicových kolejích, kde byl i stanným soudem odsouzen k trestu smrti a 25. října 1941 popraven.